# Митровска скупштина у Крагујевцу (1828)
Митровска скупштина у Крагујевцу је одржана 8. новембра 1828.

## Митровска скупштина 1828. године
Кнезу Милошу често су долазиле тужбе из народа о рђавом, па и нечовечном поступању појединих народних старешина и чиновника. Он је настојао да те тужбе извиди, уколико год је било могуће. После неколико узастопних буна, народни протести бивали су све чешћи, тако да је Кнез морао да, и преко скупштине, предузима низ мера против старешина које је народ оптуживао.
Народне жалбе биле су главни предмет који је решаван на Митровској скупштини 1828. године. Скупштина је одржаиа у Крагујевцу, a присуствовали су јој сви кнезови и велики број кметова. Отворена је Милошевом беседом којом Кнез хвали држање народа у тешким временима, али оштро напада старешине и чиновнике који се не држе наредаба:
„... A уздао сам се тврдо да ће и кнезови и чиновници совјет мој тачно набљудавати, и да ће не само мени, но и свему народу освједочити, да су они први који моје совјете слушају, и безусловно извршују... Но к великом мојем сажаленију дошле су ми од народа тужбе да, управо гди-који кнезови и чиновници, мене најмање слушају. Има неки од њи који непрестано по народу не иду, нити о добру његову старају се, но све о домашњим пословима својим старају се, и срцем и душом трговини предају се и шпекулацијама: с хановима, магазама и тим подобним занимају се a народ заборављају... Народ је поверио кнезовима и чиновницима све своје добро, плаћа их и по могућству прикормљава, a они употребљују народно поверење на зло, небрину се о добру његову, народ приноси тога ради на олтар кнезова и чиновника и жертве, a они не брину се о добру његову. Нека ми сваки од вас каже ил' смо ми овде постављени да народна дјела извршујемо, или да се свињама, воловима, хановима, магазама и прочим занимамо?"
Ради тога је решено да народне старешине и чиновници не смеју трговати, a ко од старешина има већ какву трговину треба што пре да је преда. Код кога се кнеза или чиновника ухвати или докаже каква трговина, она ће бити „у беглук продата“ и употребиће се у народну корист.